# Fredrik von Essen (1858–1931)
Fredrik Jakob von Essen, född 24 juni 1858 i Agnetorps församling, Skaraborgs län, död 23 januari 1931 i Ljungarums församling, Jönköpings län, var en svensk kammarherre och militär.

## Biografi
Fredrik von Essen föddes 1858 på Tidaholms bruk i Agnetorps socken. Han var son till ryttmästaren Hans Henric von Essen och friherrinnan Ulla von Essen. von Essen blev 11 april 1882 volontär vid Livgardet till häst, 30 april 1883 korpral vid Livgardet till häst, 28 maj 1883 sergeant och 3 maj 1885 fanjunkare. Han blev 9 oktober 1885 stallmästare vid Livgardet till häst och 1 oktober 1887 ridlärare vid Krigshögskolan. von Essen blev 27 april 1891 tjänstgörande kammarherre hos änkehertiginnan Teresia av Sachsen-Altenburg. Han utnämndes 13 januari 1892 till kommendör av Hertigliga Sachsen-Ernestinska husorden andra klassen, juli 1897 till Vita elefantens orden av tredje klassen, 18 september 1897 utmärkelsen Konung Oscar II:s jubileumsminnestecken, november 1897 till kommendör av Albrekt Björnens husorden andra klassen, 1 december 1898 riddare av Vasaorden, 2 februari 1900 kommendör av kommendör av Dannebrogsorden andra graden och 6 juni 1907 Konung Oscar II:s och Drottning Sofias guldbröllopsminnestecken. von Essen tog 12 juli 1907 avsked från tjänsten som stallmästare och fick till stånd att tillträde i regementets reserver som regementsstallmästare. Han utnämndes 16 juni 1908 till riddare av Nordstjärneorden. von Essen avled 1931 på Strömsbergs säteri i Ljungarums socken.

### Egendom
von Essen ägde hälften av Annefors bruk i Fröjereds socken och ägde från 1902 Strömsbergs säteri, samt Skålabro-Smedsbro i Ljungarums socken.

### Familj
von Essen gifte sig 25 augusti 1886 på Kavlås med sin kusin, friherrinnan Anna von Essen (1860–1931), dotter till riksmarskalken, friherre Fredrik von Essen och grevinnan Ebba Aurora Brahe. De fick tillsammans barnen Ulla von Essen (född 1888) som var gift med kaptenen Elof Celsing vid Södermanlands regemente, löjtnanten Peter von Essen (född 1890), Fredrik von Essen (född 1893), Ebba von Essen (född 1894), Thure von Essen (född 1896) och Knut von Essen (född 1900).